# Untersteinach
Untersteinach é um município da Alemanha, no distrito de Kulmbach, na região administrativa da Alta Francónia, estado de Baviera. É sede do Verwaltungsgemeinschaft de Untersteinach.

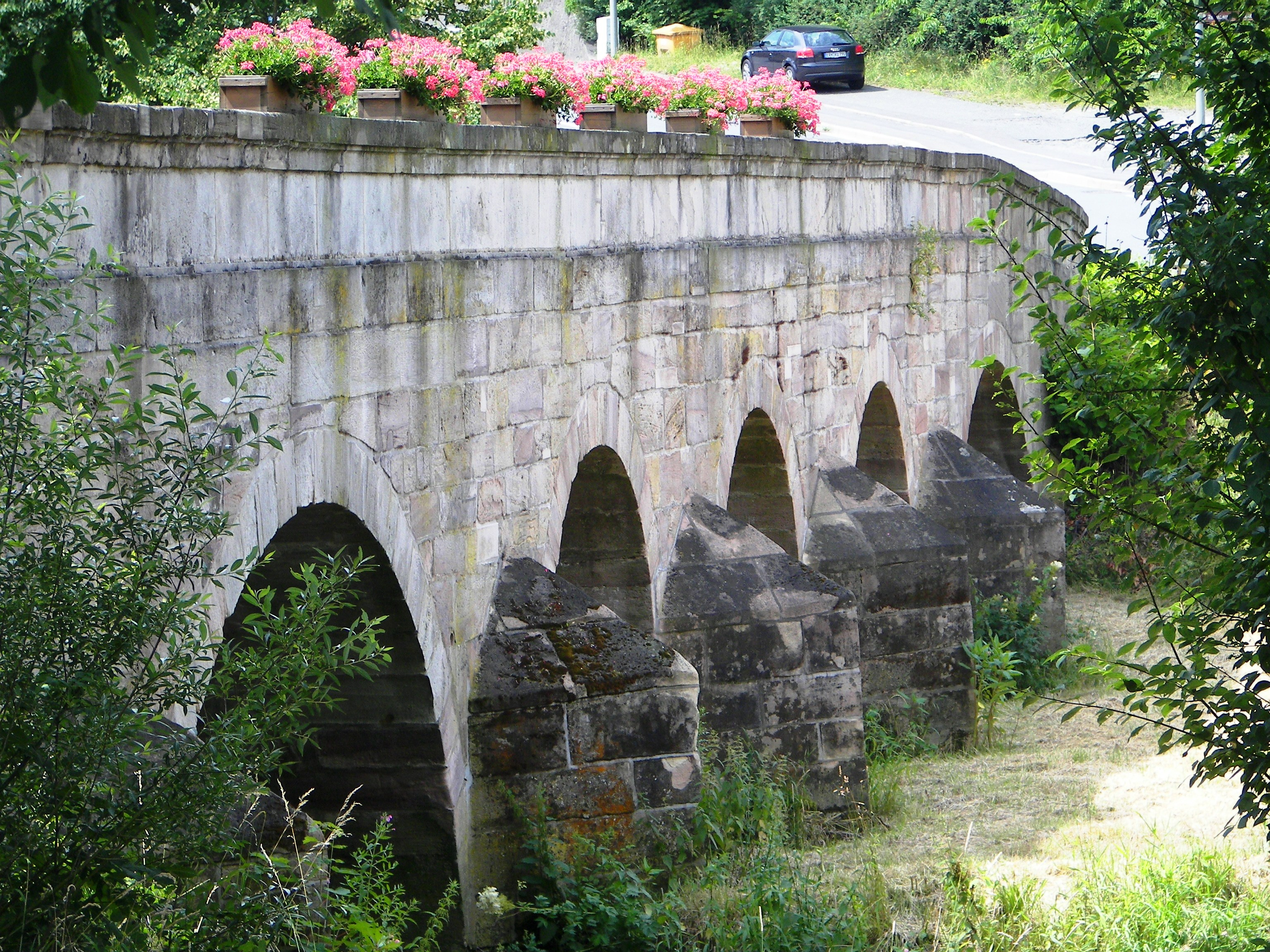
Old stone bridge over the Untere Steinach river